# McComb (Ohio)
Pour les articles homonymes, voir McComb.
McComb est un village américain situé dans le comté de Hancock, dans l’Ohio. Selon le recensement de 2010, sa population est de 1 648 habitants.